# Lissonoschema macrocolum
Lissonoschema macrocolum är en skalbaggsart som beskrevs av Martins och Monné 1978. Lissonoschema macrocolum ingår i släktet Lissonoschema och familjen långhorningar. Inga underarter finns listade i Catalogue of Life.